# FC Tuggen
O FC Tuggen é um clube de futebol com sede em Tuggen, Suíça. A equipe compete na Swiss Promotion League.

## História
O clube foi fundado em 1966. 